# Poganice
Poganice (deutsch Poganitz, kasch. Pògóńce) ist ein Dorf in der polnischen Woiwodschaft Pommern und gehört zur Landgemeinde Potęgowo (Pottangow) im Powiat Słupski (Kreis Stolp).

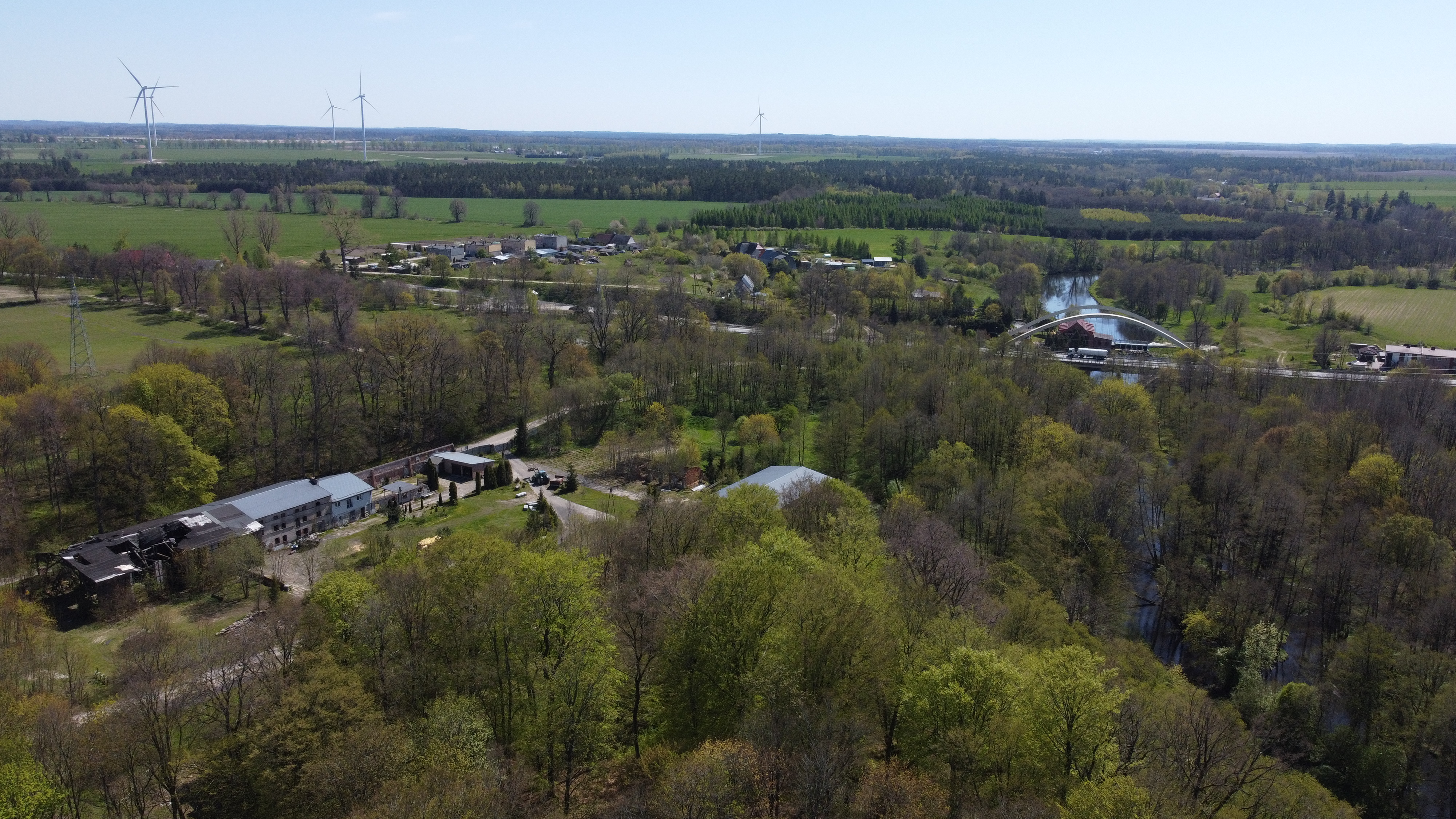
Poganice, 2023

## Geographische Lage
Poganice liegt in Hinterpommern, etwa 25 Kilometer östlich der Kreisstadt Słupsk (Stolp) an der Lupow (Łupawa) und war der einst bedeutendste Übergang über diesen Fluss. War es bis 1945 die deutsche Reichsstraße 2, die hier den Fluss querte, so ist es heute die polnische Landesstraße 6 (jetzt auch Europastraße 28), die nun hier eine Verbindung von der polnisch-deutschen Grenze bei Kołbaskowo (Kolbitzow) und Stettin bis nach Danzig und weiter bis Pruszcz Gdański (Praust) herstellt. Die nächste Bahnstation ist das neun Kilometer östlich gelegene Potęgowo an der Bahnstrecke von Danzig nach Stargard.

## Ortsname
Ältere Namensformen sind Poganitz (1569), Pogganitz (1595) und Pogantze (1628).

## Geschichte
Der historischen Siedlungsform nach ist das ehemalige Gutsdorf Poganice ein kleines Gassendorf. Der König und Pommernherzog Erich I. belehnte 1451 die Familie Grumbkow mit Poganitz, in deren Besitz es bis ins 17. Jahrhundert blieb. Bedeutendste Eigentümer waren der brandenburgische Staatsminister Joachim Ernst von Grumbkow und der preußische Staatsminister Philipp Otto von Grumbkow.
Im 17. Jahrhundert befand sich Poganitz zeitweilig im Besitz der Familie Pirch, deren Eigentum es ab 1706 ständig wurde.
Um 1784 hatte Poganitz ein Vorwerk, vier Bauern, vier Kossäten, einen Schulmeister sowie eine Wassermühle – bei insgesamt fünfzehn Feuerstellen.
1804 besaß Hans Felix von Pirch Poganitz, bevor es dann 1825 in den Besitz der Familien Rieck, Post und Rieck-Eggebert überging. Letzter Herr auf Poganitz war von 1931 bis 1945 Erich von Rieck-Eggebert.
Im Jahre 1910 zählte Poganitz 225 Einwohner. Ihre Zahl betrug 1933 noch 227 und sank bis 1939 auf 192. Zur Gemeinde Poganitz gehörten die beiden Ortsteile Ewaldsgrün (polnisch Moskotowo) und Bandemersruh bzw. Monbijou (Będziemierki). Sie war in den Amts- und Standesamtsbezirk Grumbkow (Grąbkowo) eingegliedert – im Amtsgerichtsbereich Stolp und im Landkreis Stolp im Regierungsbezirk Köslin der preußischen Provinz Pommern.
Am 7. März 1945 gingen die Einwohner von Poganitz vor den herannahenden sowjetischen Truppen im Treck auf die Flucht und gelangten über Pottangow (Potęgowo), Stojentin (Stowięcino) und Groß Podel (Podole Wielkie) bis an das Lebamoor. Hier jedoch wurden sie von der Roten Armee überrollt. Am 8. März 1945 kam Poganitz kampflos in die Hand der Russen, die hier eine Kommandantur einrichteten und das Gut in ihrer Verwaltung behielten. Im Sommer 1945 kamen Polen und richteten zum 1. September 1945 eine eigene Verwaltung ein. Die einheimische deutsche Bevölkerung wurde – sofern sie nicht bereits geflohen war – nach Westen vertrieben. Aus Poganitz wurde das polnische Poganice, das heute eine Ortschaft in der Gmina Potęgowo im Powiat Słupski in der Woiwodschaft Pommern (1975 bis 1998 Woiwodschaft Słupsk) ist. Mit seinen jetzt 133 Einwohnern gehört Poganice zum Schulzenamt Żochowo (Sochow).

## Kirche
Bis 1945 war die Bevölkerung von Poganitz fast ausnahmslos evangelischer Konfession. Der Ort gehörte zum Kirchspiel Lupow (heute polnisch: Łupawa) im Kirchenkreis Stolp-Altstadt in der Kirchenprovinz Pommern der Kirche der Altpreußischen Union. Letzter deutscher Geistlicher war Pfarrer Gerhard Gehlhoff.
Seit 1945 sind die Einwohner von Poganice überwiegend katholischer Konfession. Die Verbindung zum Pfarrdorf ist geblieben, doch gehört die Pfarrei Łupawa (Lupow) nun zum neu gebildeten gleichnamigen Dekanat im Bistum Pelplin der Katholischen Kirche in Polen. Hier lebende evangelische Kirchenglieder sind nun der Kreuzkirchengemeinde in Słupsk (Stolp) in der Diözese Pommern-Großpolen der Evangelisch-Augsburgischen Kirche in Polen zugeordnet.

## Schule
Bereits um 1784 gab es in Poganitz einen Schulmeister. Im 19. Jahrhundert war die Schule in einem kleinen Wohnhaus untergebracht. 1878 wurde das Chausseehaus frei, das der Einnahme des Straßenzolls gedient hatte, und wurde zur neuen Schule ausgebaut. 1926 kam es zu einem Umbau.
In der im Jahre 1932 einstufigen Schule unterrichtete ein Lehrer vierzig Schulkinder. Letzter deutscher Lehrer war Walter Bohlmann, der erst am 1. Mai 1947 aus Poganice ausgewiesen wurde.

## Persönlichkeiten: Söhne und Töchter des Ortes
- Ewald George von Pirch (1728–1797), Jurist und Hofgerichtspräsident in Köslin